# جبال سولفاي

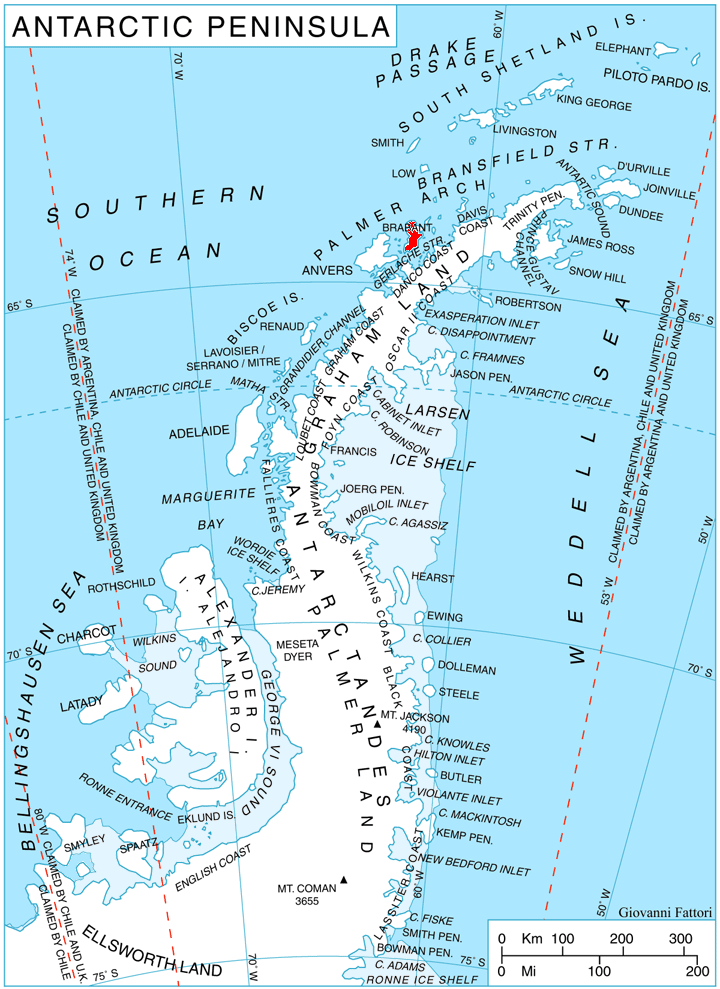
موقع جزيرة برابانت في منطقة شبه جزيرة أنتاركتيكا.

جبال سولفاي (بالإنجليزية Solvay Mountains ) هي سلسلة جبال تمتد بإتجاه الجزء الجنوبي من جزيرة برابانت في أرخبيل بالمر في أنتاركتيكا. وأعلى جبل فيها هو ( قمة كوك ) الذي يرتفع إلى 1590 متر. تم اكتشافها بواسطة البعثة البلجيكية للقارة القطبية الجنوبية في الفترة من 1897-1899م تحت قيادة أدريان دي جيرلاش ، الذي أعطاها هذا الاسم تكريما ل إرنست جون سولفاي، أحد المناصرين لحملة الإستكشاف . 
كان الاسم بالأصل يطلق على كامل منطقة الساحل الشرقي لجزيرة برابانت، ولكنه أصبح اليوم يطلق على الجبال البارزة في الجنوب فقط، في حين أن مجموعة الجبال الواقعة في أقصى الشمال يطلق عليها اسم (جبال ستريبوغ) ويفصلها عن جبال سولفاي فجوة ألوزور.